# Municipio de Stoney Brook
El municipio de Stoney Brook (en inglés: Stoney Brook Township) es un municipio ubicado en el condado de St. Louis en el estado estadounidense de Minnesota. En el año 2010 tenía una población de 332 habitantes y una densidad poblacional de 3,58 personas por km².

## Geografía
El municipio de Stoney Brook se encuentra ubicado en las coordenadas 46°49′44″N 92°36′41″O / 46.82889, -92.61139. Según la Oficina del Censo de los Estados Unidos, el municipio tiene una superficie total de 92.86 km², de la cual 90,59 km² corresponden a tierra firme y (2,44 %) 2,27 km² es agua.

## Demografía
Según el censo de 2010, había 332 personas residiendo en el municipio de Stoney Brook. La densidad de población era de 3,58 hab./km². De los 332 habitantes, el municipio de Stoney Brook estaba compuesto por el 63,86 % blancos, el 0,6 % eran afroamericanos, el 28,01 % eran amerindios, el 1,2 % eran de otras razas y el 6,33 % eran de una mezcla de razas. Del total de la población el 1,81 % eran hispanos o latinos de cualquier raza.